# NGC 3344
NGC 3344 é uma galáxia espiral barrada (SBbc) localizada na direcção da constelação de Leo Minor. Possui uma declinação de +24° 55' 22" e uma ascensão recta de 10 horas, 43 minutos e 30,9 segundos.
A galáxia NGC 3344 foi descoberta em 6 de Abril de 1785 por William Herschel.